# 底質汚染
底質汚染（ていしつおせん）とは底質が汚染されていることをいう。

## 概要
底質とは海域、港湾、河川、水路、湖沼などの水底の土砂やヘドロ等のことである。
底質は魚介類等の生息の場として水環境の重要な要素となっているが、水質汚濁が進むと化学物質等が蓄積・溶出する媒体となりうる。

### 浚渫土問題
汚染された底質を浚渫等により除去する場合、工事の際の底質の撹乱・拡散、処分地からの有害物質の流出・浸出など二次汚染を防止する措置が必要となる。
日本では底質暫定除去基準によりPCBや水銀が高濃度で含まれている水域の浚渫が過去に実施された。その浚渫土は無害化されずに仮置きされたり、埋立てに利用されている。
環境リスクや人の健康被害防止の観点から十分な検討が必要であり、例えば、兵庫県高砂市では学識経験者等による検討会を開催し議論が進んでいる。

### 水底ゴミ問題
水底には多くのゴミがあり、特に瀬戸内海や東京湾・大阪湾・伊勢湾等の閉鎖性海域には多く沈んでいる。水底ゴミは水底環境を悪化させるだけでなく底質汚染対策の妨げにもなっている。

## アメリカ合衆国における底質汚染問題
アメリカ環境保護庁（EPA）は他の連邦機関や州機関とともに2010年に米国沿岸及び五大湖の1104か所で水質、生物学的水質、底質の調査を行った。その結果、2005～2006年に実施された調査に比べて生物学的水質は17%改善されたが底質は22%悪化した。

## 日本における底質汚染問題
日本では底質の環境基準はダイオキシン類のみ（150pg-TEQ/g）が定められておりこの基準を超過するもの（詳しくは底質の環境基準を参照）のこと。 なお、PCBや水銀には底質暫定除去基準が定められており、対策は一旦行われた水域もある。
環境白書に底質についての言及が現れたのは昭和46年版公害白書であり、それまでは典型公害として、大気汚染、水質汚濁、騒音、振動、地盤の沈下、悪臭の6種を公害の対象として捕らえていたが、冷却用水等による温排水問題やヘドロ問題に対処すれる為に「水底の底質の悪化」を公害の対象として認識するようになった。ここで言う「ヘドロ問題」とは東京湾、大阪湾、田子の浦港、洞海湾、伊予三島港のヘドロである。問題にしているのはCOD（生物の大量死）や硫化物量（悪臭）が主であるが、東京湾と洞海湾ではカドミウム、クロム、水銀、鉛なども底質中に検出されているが、この頃は生物の大量死や藻類の異常繁茂が問題視されていた為、底質の多量の有機物に注目が集まっていた。
| 地域                 | 測定年度 | COD(mg/g) | 硫化物(mg/g) | カドミウム(mg/g) | クロム(mg/g) | 全水銀(mg/g) | 鉛(mg/g) |
| -------------------- | -------- | --------- | ------------ | ---------------- | ------------ | ------------ | -------- |
| 東京湾(鶴見付近)     | 昭和45   | 6.2       | —            | 0.009            | 0.01         | 0.018        | 0.25     |
| 東京湾(横浜本牧付近) | 昭和45   | 4.9       | —            | 0.001mg/g        | 0.006        | 0.023        | 0.03     |
| 大阪湾(大坂港口)     | 昭和42   | 18.9      | 1.3          | —                | —            | —            | —        |
| 大阪湾(神戸港沖)     | 昭和42   | 25.2      | 0.3          | —                | —            | —            | —        |
| 田子の浦港           | 昭和44   | 11.4      | 2.1          | —                | —            | —            | —        |
| 洞海湾(湾口)         | 昭和44   | 16.4      | —            | 0.012            | 0.055        | —            | —        |
| 洞海湾(湾奥)         | 昭和44   | 21.6      | —            | 0.122            | 0.051        | —            | —        |
| 伊予三島港           | 昭和39   | 13.6      | 0.6          | —                | —            | —            | —        |

1972年に初めて底質のPCB汚染の実態調査が全国1,445地点において実施されたその結果工場近接水域の4箇所については水質で0.011ppm以上底質で500ppm以上のPCBを検出し「PCB取扱い工場周辺の公共用水域の底質がかなり汚染されていることが明らかになった。」と環境白書では総括している。
1970年12月に「公害防止事業費事業者負担法」が制定され、1971年5月10日から施行されている。5年後の1975年2月末までにこの法律に従い静岡県・田子の浦湾（有機物堆積汚泥浚渫）、福岡県・中の川水系（PCB含有堆積汚泥浚渫）などの総計17件の底質汚染防止対策事業が実施されることとなる。
この様に底質汚染除去事業が開始され、水銀に係る底質汚染については48年度底質調査では27水域で暫定除去基準値を超えたものが昭和49 - 52年度では暫定除去基準値を超える水域は42水域中7水域に減少した。PCBに係る底質汚染については昭和47 - 52年度の調査で除去等の対策を講じる必要がある69水域中54水域の除去事業が完了することになる。その約十年後の1987年には水銀による底質汚染で暫定除去基準を超え除去等の対策を講じる必要がある42水域中41水域が事業を完了し、PCBによる底質汚染底質汚染で暫定除去基準を超え除去等の対策を講じる必要がある71水域はすべて事業を完了している。
ダイオキシン類についての底質汚染は昭和62年度の調査よりモニタリングが開始され、低濃度ではあるが0.001 - 0.006ppbの2,3,7,8-TCDFが18箇の検体より検出されている。約十年後の平成11年版環境白書においても「海、川、湖の底質、生物についてもこれまで10年以上にわたって毎年調査しているが、ダイオキシン類濃度に特段大きな変化は認められない。しかし、環境中から広く検出されており、引き続き調査が必要である。」と環境白書で総括されているその後平成14年度にダイオキシン類の環境基準を変更し、底質ダイオキシン類については757地点中18点で環境基準(150pg-TEQ/g)を超えることとなった。（平均11pg-TEQ/g）

### 各地での底質汚染の取組み
2007年の国土交通省の発表によると汚染土量が把握されているのは7港湾であり、1港湾当たりの汚染土量の頻度分布を1港湾当たりの汚染土量は250,000m3 以下が3港湾と最も多く、250,000m3超が4港湾とされている。以下に各地の取組み状況を示す。
| 自治体         | 取り組み |
| -------------- | --- |
| 埼玉県         | 古綾瀬川において委員会を組織し取り組んでいる。 |
| 千葉県         | 市原港で高濃度の底質ダイオキシン類 (15,000pg-TEQ/g) の公開すると共に、汚染原因特定についても取り組んでいる。 |
| 東京都         | 横十間川や隅田川河口部などの底質汚染について対策がなされている。水銀やダイオキシン類による食品汚染調査結果を公開している。豊洲貯木場でダイオキシン類による底質汚染が検出され屋形船係留施設の計画を変更した。          |
| 横浜市         | 横浜港などの底質汚染について対策が検討されている。 |
| 静岡県富士市   | 田子の浦港底質（ダイオキシン類）浄化対策事業を港管理事務所が中心となって取り組んでいる。 |
| 京都府         | 「舞鶴引揚記念館周辺地域における環境問題専門家会議」で舞鶴湾の底質について議論し、鉛溶出量が0.1mg/L以上の範囲の対策として、浚渫及び覆砂を行うことが適当であるとし公開されている。また阿蘇海においても取り組んでいる。 |
| 大阪府         | 神崎川など大阪府が管理する河川について委員会を組織して取り組んでおり、公害防止事業費事業者負担法に従い三箇牧水路の汚染対策費用を汚染原因者が負担する計画を作成した。                                                  |
| 大阪市         | 市内河川の底質汚染についてデータを公開し取り組んでいる。また、港湾部についても調査を進めている。 |
| 神戸市         | 遠矢浜北側水域の底質におけるダイオキシン類の環境基準超過について委員会を開催し、委員会内容も公開して取り組んでいる。また、2008年から浚渫だけでなく無害化処理等の無害化を含めた浄化対策を行っている。                  |
| 高砂市         | 高砂西港盛立地のPCB汚染土に係る技術検討専門委員会を開催し、委員会内容も公開して取り組んでいる。 |
| 島根県         | 馬潟団地に周辺水路において委員会を組織して、公害防止事業費事業者負担法を適用し取り組んでいる。 |
| 福岡県北九州市 | 洞海湾の底質汚染について取り組んでいる。 |

環境省の発表では底質ダイオキシン類の検出は年を経るごとに減少し、平成17年度の調査によると底質のダイオキシン類で環境基準150pg-TEQ/gを超えている地点は下記の6か所であったとされている。
- 東京都・横十間川 280pg-TEQ/g
- 大阪府・六軒家川 320pg-TEQ/g、木津川運河 190pg-TEQ/g、神崎川 510pg-TEQ/g、古川 300pg-TEQ/g
- 和歌山県・和歌山下津港 160pg-TEQ/g

しかしながら、各自治体は独自に底質ダイオキシン類濃度を測定しており、環境省が発表した値より高濃度の底質汚染があることをホームページで公表している。
- 千葉県市原市市原港 12,000pg-TEQ/g（2001年6月）
- 東京都・横十間川 19,000pg-TEQ/g（公表2004年9月）
- 大阪府
  - 古川 25,000pg-TEQ/g（公表2008年2月 門真第八水路）
  - 木津川運河 7,200pg-TEQ/g（2006年6月）
  - 神崎川 7,000pg-TEQ/g（糸田川合流点左岸）
  - 三箇牧水路 44,000pg-TEQ/g（2005年11月）
- 和歌山県・和歌山下津港 1,800pg-TEQ/g（2004年9月）
- 島根県馬潟工業団地 7,000pg-TEQ/g（2008年4月）
- 福岡県北九州市洞海湾 4,600pg-TEQ/g（2005年11月）

浄化対策は多額の費用を要するので余り進んでいないが、試験施工等が実施されていることが公表されている。

### 各省庁の底質汚染の取組み
- 環境省：底質の環境基準や底質汚染の状況を調査をしている。
- 国土交通省：監視マニュアルや対策マニュアルを作成している。北陸地方整備局新潟港湾空港技術調査事務所が実証実験をして底質ダイオキシン類無害化に関するデーターをまとめている。本省河川局河川環境課は底質のダイオキシン類対策技術資料集を2007年にとりまとめた。また、鶴見川遊水地でも無害化の取り組みが進んでいる。
  - 独立行政法人港湾空港技術研究所などが底生生物と有害金属の相関関係のデーターを整理し発表している。
- 農林水産省：魚介類に含まれる水銀やダイオキシン類について資料を公開している。
- 厚生労働省:魚介類等に含まれる水銀について資料を公開している。

### 底質浄化費用負担
底質汚染の浄化には多額の費用が必要となる。公害防止事業費事業者負担法により汚染原因者がその費用を負担することになる事例が増えている。近年では島根県の馬潟工業団地付近において廃棄物処理業者等が費用を負担している。

### 法的規制
永年の不要な物質や有害物質の蓄積である底質汚染には多くの法規制が適用されることになる。まず、ダイオキシン類の底質環境基準が挙げられる。ダイオキシン類対策特別措置法により都道府県知事は底質等に含まれるダイオキシン類を測定し基準を超過している場合は浄化計画を策定し措置する義務があり対策に取り組んでいる地域がある。なお、水質に定められているように人の健康被害に関する環境基準に定める水銀・鉛・ヒ素・シアン・六価クロムなどの有害物質に関する底質環境基準は定められていないが、地下水汚染リスクや浚渫後の土壌汚染の観点から土壌環境基準を援用することが多い。
水質汚濁防止法や海洋汚染等及び海上災害の防止に関する法律さらに廃棄物処理法が汚染原因者に対して適用されるべきであるが、現場確認や時効の問題もあり適用される事例は多くない。しかし、汚染者負担原則から公害防止事業費事業者負担法により汚染原因者に応分の負担を求める事例が増えている。なお、外部リンク欄に関係法規制を示す。

### 底質汚染の取組の歴史
- 2008年 
  - 11月 大阪府が「三箇牧水路底質対策に係る費用負担計画について」（部会報告）をとりまとめる
  - 5月 国土交通省が「河川、湖沼等における底質ダイオキシン類対策マニュアル」（案）及び「港湾における底質ダイオキシン類対策技術指針」を改訂
- 2007年 横須賀で底質汚染等を理由とする浚渫工事の差止裁判が提訴される
  - 11月北九州市港湾空港局が洞海湾の底質ダイオキシン類汚染を発表（濃度：環境基準の30倍 体積：62,000m3）。
  - 9月 大阪府が三箇牧水路底質汚染対策を一旦完了し報告書をとりまとめ
  - 3月 国土交通省の河川環境課が「底質のダイオキシン類対策技術資料集」をとりまとめ
  - 3月 国土交通省が「底質ダイオキシン類対策検討調査報告書」と「底質ダイオキシン類対策の基本的考え方」をとりまとめ
- 2006年 水俣病公式確認50年を迎える
- 2005年 河川、湖沼等における底質ダイオキシン類対策マニュアル（案）改定
- 2005年 国土交通省の新潟港湾空港技術調査事務所が底質ダイオキシン類分解無害化処理技術]をとりまとめ
- 2004年 国土交通省が河川、湖沼等における底質ダイオキシン類簡易測定マニュアル（案）をとりまとめ
  - 国土交通省が「河川、湖沼等におけるダイオキシン類常時監視マニュアル」（案）
  - 「市原港」で高濃度(12,000pg-TEQ/g)のダイオキシン類が検出され、「市原港」全域にダイオキシン類による高濃度汚染の確認
- 2000年 ダイオキシン類に係る底質調査測定マニュアル
- 1998年 古綾瀬川松江新橋地点の底質から過去最高濃度（当時）の720[pg-TEQ/g]が検出
  - ダイオキシン類対策特別措置法に基づく底質環境基準の施行
- 1995年東京湾内の浦賀港内において住友重機械工業がおこなった浚渫工事において多額の漁業被害発生
- 1979年 酒田港、徳島湾、大江川、水俣湾、敦賀港、高砂西港等において底質の除去等の対策を実施
- 1975年 底質暫定除去基準
- 1974年 水銀やPCB等に汚染された高砂本港、北九州市洞海湾、岩国市の地先海域等における汚でいの浚渫（しゅんせつ）作業の実施
- 1973年 瀬戸内海環境保全特別措置法の制定
- 1970年 水質汚濁防止法の制定
  - 田子の浦港ヘドロ公害で富士市住民が製紙会社と静岡県知事を告発
- 1969年 全国的にも汚濁の著しい東京都の隅田川、大阪市の神崎川、名古屋市の堀川、福岡市の御笠川、尼崎市の庄下川、横浜市の帷子川、和歌山市の和歌川のしゅんせつの実施

## 参照資料
- 環境白書〈環境庁、環境省〉
- 公害白書〈総務庁、環境庁〉

### 国土交通省
- 「河川、湖沼等における底質ダイオキシン類対策マニュアル」（案）及び「港湾における底質ダイオキシン類対策技術指針」の改訂（2008年5月）
- 「底質ダイオキシン類対策の基本的考え方」のとりまとめについて（2007年7月）
- 底質ダイオキシン類対策検討調査報告書（2007年3月 国土交通省 港湾局） (PDF)
- 底質ダイオキシン類対策の基本的考え方（2007年3月 国土交通省） (PDF)
- 底質のダイオキシン類対策技術資料集（2007年） (PDF)
- 底質のダイオキシン類対策技術資料集（2007年5月修正国土交通省） (PDF)
- 浚渫土砂の海洋投入及び有効利用に関する技術指針 資料（2006年国土交通省） (PDF)
- 河川、湖沼等における底質ダイオキシン類対策マニュアル（案）（2005年3月国土交通省） (PDF)
- 「港湾における底質ダイオキシン類対策技術指針」の改訂について（2003年12月国土交通省）
- 港湾における「底質ダイオキシン類無害化処理技術」に係る近況について（2004年7月 新潟港湾空港技術調査事務所） (PDF)

### 環境省
- ダイオキシン類の水底の底質等の汚染に係る環境基準
- 底質の暫定除去基準
- 環境基準について（環境省）
- 水質汚濁に係る要監視項目（人の健康の保護に係るもの）（環境省）
- 要調査項目について（環境省）
- 化学物質と環境（年次報告書）

- 環境基準について（環境省）

### 地方自治体
- 東京都横十間川の底質のダイオキシン類対策
- 古綾瀬川の底質ダイオキシン類汚染対策について（埼玉県）
- 阿蘇海環境づくり協働会議（京都府）
- 大阪府河川底質浄化対策
- 大阪府三箇牧水路底質対策に係る費用負担計画について (PDF)
- 大阪府三箇牧水路底質汚染に関する検討結果報告書 (PDF)
- 島根県馬潟工業団地周辺ダイオキシン類対策

### その他
- 東京都臨海域における埋立地造成の歴史 (PDF)
- 日本の地球化学図（産業技術総合研究所）

### 関係法令
- ダイオキシン類による大気の汚染、水質の汚濁（ 水底の底質の汚染を含む。）及び土壌の汚染に係る環境基準について
- ダイオキシン類対策特別措置法（平成十一年法律第百五号）.e-Gov法令検索. 総務省行政管理局
- ダイオキシン類対策特別措置法施行令（平成十一年政令第四百三十三号）.e-Gov法令検索. 総務省行政管理局
- ダイオキシン類対策特別措置法施行規則（平成十一年総理府令第六十七号）.e-Gov法令検索. 総務省行政管理局
- ダイオキシン類対策特別措置法に基づく廃棄物の最終処分場の維持管理の基準を定める省令（平成十二年総理府・厚生省令第二号）.e-Gov法令検索. 総務省行政管理局
- 廃棄物の処理及び清掃に関する法律（昭和四十五年法律第百三十七号）.e-Gov法令検索. 総務省行政管理局
- 廃棄物の処理及び清掃に関する法律施行令（昭和四十六年政令第三百号）.e-Gov法令検索. 総務省行政管理局
- 廃棄物の処理及び清掃に関する法律施行規則（昭和四十六年厚生省令第三十五号）.e-Gov法令検索. 総務省行政管理局
- 特定化学物質の環境への排出量の把握等及び管理の改善の促進に関する法律(PRTR 法)（平成十一年法律第八十六号）.e-Gov法令検索. 総務省行政管理局
- 海洋汚染等及び海上災害の防止に関する法律（昭和四十五年法律第百三十六号）.e-Gov法令検索. 総務省行政管理局
- 海洋汚染等及び海上災害の防止に関する法律施行令（昭和四十六年政令第二百一号）.e-Gov法令検索. 総務省行政管理局
- 海洋汚染等及び海上災害の防止に関する法律施行規則（昭和四十六年運輸省令第三十八号）.e-Gov法令検索. 総務省行政管理局
- 海洋汚染及び海上災害の防止に関する法律施行令第5 条第一項に規定する埋立場所等に排出しようとする金属等を含む廃棄物に係る判定基準を定める省令（昭和四十八年総理府令第六号）.e-Gov法令検索. 総務省行政管理局
- 余水吐きから流出する海水の水質についての基準を定める省令（昭和五十二年総理府令第三十八号）.e-Gov法令検索. 総務省行政管理局
- 底質の処理・処分等に関する指針について